# Szászernye
Szászernye románul: Ernea, falu Romániában, Erdélyben, Szeben megyében.

## Fekvése
Erzsébetvárostól északnyugatra fekvő település.

## Története
Szászernye, Ernye nevét 1339-ben említette először oklevél Ernee formában, (Emericus f. Emerici nobilis de Ernee) az ide való Imre fia Imre nemes nevében, mikor Ernyei Imre az anyja után járó leánynegyed miatt 200 M követeléssel lépett fel a Szamosfalvi Mikola-fiakkal szemben (Gy 3: 552).
Későbbi névváltozatai: 1366-ban Ernye, 1391-ben p. Ernew, 1399-ben p. Ernye, 1587-ben Ernye, 1733-ban Ernij, 1760–1762között Szász Ernye, 1808-ban Ernye (Szász-), Ehrgang ~ Erlgang, 1861,ben Szász-Ernye, Ehrgang, Jernye, 1888-ban Szász-Ernye (Ehrgang, Jernea), 1913-ban Ernye.
1491-ben p. Ernye a Szentiváni, Ernyei ~ Ebesfalvi, Apafi, Bethleni, Bakócz, Kisszöllősi családok birtoka volt. 
A trianoni békeszerződés előtt Kis-Küküllő vármegye Erzsébetvárosi járásához tartozott.
1910-ben 847 lakosából 78 magyar, 723 román, 45 cigány volt. Ebből 251 görögkatolikus, 76 református, 514 görögkeleti ortodox volt.

## Források

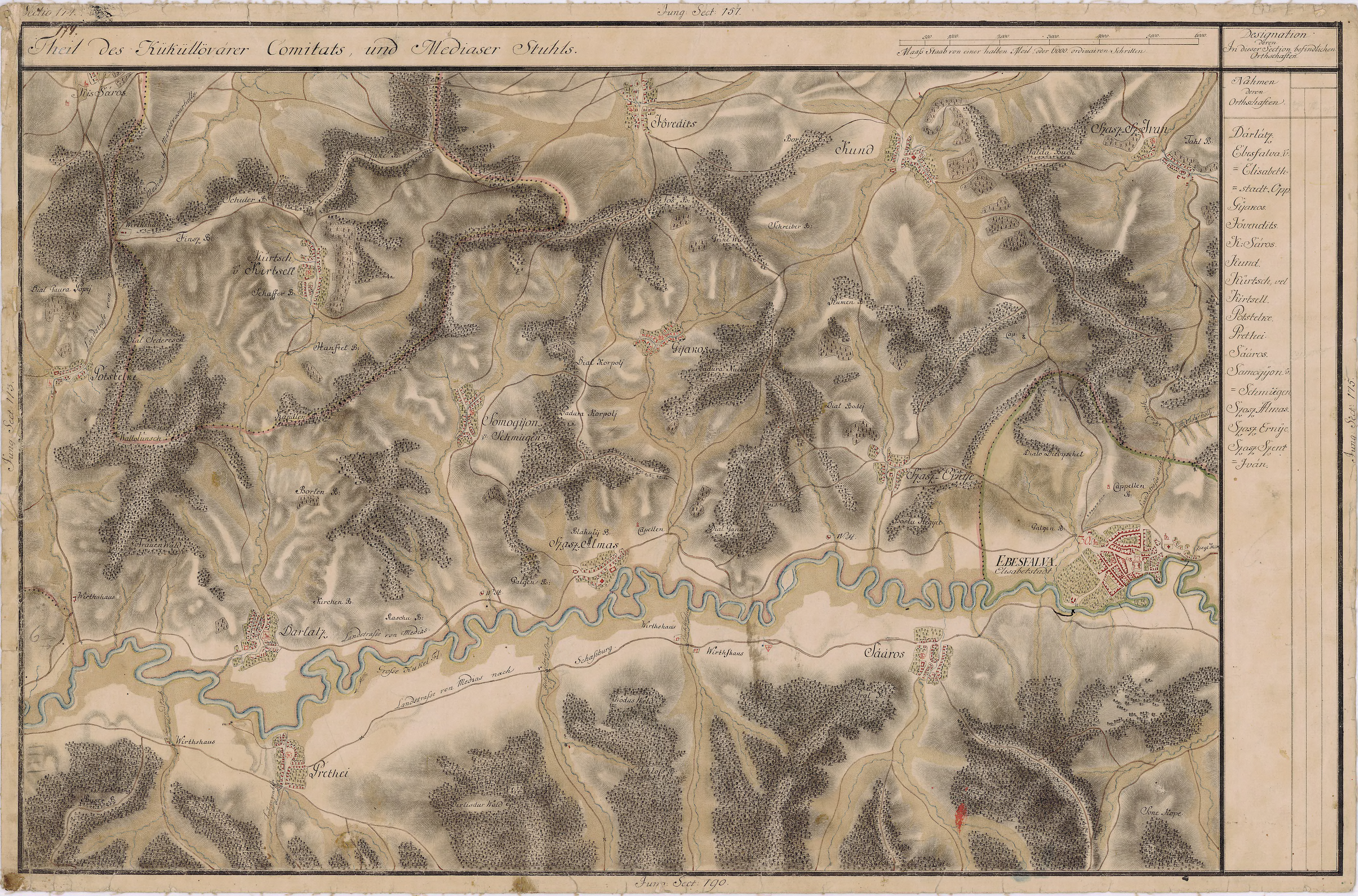
Szászernye egy régi térképen